# Catalogus Liberianus
Catalogus Liberianus je seznam papežů končící Libériem († 366), podle kterého dostal jméno.
Obsahuje několik nesrovnalostí.